# Ernst Julius Meier

Ernst Julius Meier

Ernst Julius Meier (* 7. September 1828 in Zwickau; † 6. Oktober 1897 in Dresden) war ein deutscher evangelisch-lutherischer Theologe.

## Leben
Ernst Julius wurde als drittes Kind des Zwickauer Grenz-Accis-Haupteinnehmers Christian August Meier (* 27. Mai 1795; † 3. Oktober 1869 in Zwickau) und dessen am 27. Januar 1820 in Werdau geheirateten Frau Juliane Caroline Mothes (* 24. Februar 1798 in Werdau; † 25. Juli 1839 in Zwickau) geboren. Seine Mutter war die Tochter des einstigen Geleits- und Accise-Einnehmers in Werdau und späteren Bürgermeisters in Werdau, Christian Gottlob Mothes (* 4. April 1758 in Werdau/Sachsen; † 12. Mai 1816 in Schneeberg), und dessen am 26. Januar 1792 geheirateten Frau Christiane Karoline Klotz (* 1. Juli 1762 in Werdau; † 18. Februar 1830 ebenda). Von seinen Geschwistern kennt man den Bruder Moritz, die Schwester Marie Luise, den Zwillingsbruder Georg Friedrich und die Schwester Thekla Franziska. Von 1841 bis 1846 besuchte er das Gymnasium seiner Heimatstadt. 1847 immatrikulierte er sich an der Universität Leipzig, um sich dem Studium der Theologie zu widmen.
Vor allem von Christian Hermann Weisse gefördert, vertiefte er sich in philosophische Studien, las die literarischen Klassiker und trat 1849 in die Lausitzer Predigergesellschaft ein. Hier beteiligte er sich an wissenschaftlichen sowie praktischen theologischen Übungen und war unter anderem auch Mitbegründer des Kathetischen Vereins. 1850 bestand er die Prüfung für sein erstes theologische Examen. Daraufhin ging er nach Dresden an eine Privatschule, wo er als Lehrer und Erzieher arbeitete. Während jener Zeit beschäftigte er sich intensiv mit Martin Luthers Schriften und der Zeit der Reformation. 1853 bestand er die Prüfung zu seinem 2. theologischen Examen, fand im selben Jahr eine Anstellung als Katechet an der Alten Peterskirche in Leipzig und wurde durch seinen einstigen Gönner Weiße als Hauslehrer in Leipzig/Stötterisch vermittelt. Nachdem er sich 1854 den akademischen Grad eines Magisters der Philosophie erworben hatte, erhielt er eine Berufung als Pfarrer nach Flemmingen, woraufhin er am 3. September 1854 in Altenburg ordiniert wurde und am 10. September 1854 das Pfarramt in Flemmingen und Frohnsdorf antrat. 1864 ging Meier als Pfarrer und Superintendent nach Lößnitz.
Er wurde 1867 Superintendent der Ephorie Dresden II. und, damit verbunden, Stadtprediger der Frauenkirche. Als die Parochien 1878 neu aufgeteilt wurden, bekam die Frauenkirche ihren eigenen Sprengel. 1873 wurde er Mitglied des evangelisch-lutherischen Landeskonsistoriums in Dresden und Konsistorialrat. 1877 erhielt er an der Universität Leipzig die theologische Doktorwürde. Am 31. Januar 1890 wurde er Oberhofprediger und als Vizepräsident des sächsischen Landeskonsistoriums berufen. Meier trat vor allem als rhetorisch gewandter Prediger auf, der aus der deutschen Literatur schöpfte und damit einen psychologischen Einfluss hinterließ. Auch an der Schulentwicklung in dem sich ausbreitenden Dresden nahm er regen Anteil, bildete junge Theologen aus, erneuerte die Grundlagen zur Kirchenvisitation und nahm an zahlreichen theologischen Konferenzen teil. Meier verstarb 1897 und wurde auf dem Johannisfriedhof beigesetzt.

## Familie
Meier heiratete am 2. November 1854 in Dresden Agnes Clara Therese Schmidt (* 5. Juli 1831 in Dresden; † 1. April 1903 in Dresden), die Tochter des königlich sächsischen Inspektors der Gemäldegalerie in Dresden, Carl Heinrich Wilhelm Schmidt, und dessen Ehefrau Agnes Amalie, geb. Kaden. Aus der Ehe gingen drei Söhne und eine Tochter hervor:
1. Carl Martin Gotthardt Meier (* 24. März 1856 in Flemmingen; † 14. Februar 1938), Oberverwaltungsgerichtsrat[6], ⚭ 1886 Sophie Louise Faust (* 15. März 1864 in Dresden; † 1945), Tochter des königlich-sächsischen Hofraths Johann Gottlob Faust.
2. Julie Marie Elisabeth Meier (* 3. Juni 1858 in Flemmingen), ⚭  Bernhard Kühn (1847–1928), bis 1916 ev. Pfarrer an der Johanneskirche in Dresden
3. Ernst Friedrich Johannes Meier (* 13. September 1860 in Flemmingen; † 14. September 1939 in Heppenheim a. d. Bergstraße), kaiserl. deutscher Konteradmiral; Autor (1936) von "Die japanische Sphinx. Ein Beitrag zum Verständnis des Landes und seiner Bewohner".
4. Paul Eduard Christian Meier (* 16. Mai 1864 in Lößnitz; † 7. Mai 1929 in Nossen), 1915 bis 1928 ev. Pfarrer in Nossen

## Werke (Auswahl)
- Nikolaus von Amsdorf’s Leben, für christliche Leser insgemein, aus den Quellen erzählt. In: Moritz Meuer: Leben der Altväter der lutherischen Kirche. Justus Naumann, Leipzig & Dresden, 1863, S. 106 ff. (Online)
- Paulus in Athen. Eine Missionspredigt im Jahre 1865 in Dresden gehalten. Dresden, 1865
- Die Apologetik auf der Kanzel. Teubner, Leipzig, 1865
- Zwei Predigten bei Amtswechsel. Naumann, Dresden 1867
- Wie stehest du zu Christo?. Naumann, Dresden, 1867
- Wir sahen seine Herlichkeit. Teubner, Leipzig, 1871 (Online); 2. Aufl. 1877, Teubner, Leipzig 1891
- Feststunden brüderlicher Gemeinschaft. Teubner, Dresden, 1871
- Judas Ischarioth, ein biblisches Charakterbild. Naumann, Dresden, 1872
- Humor und Christenthum mit besonderer Beziehung auf den Katholicismus und den deutschen Protestantismus. Teubner, Leipzig, 1876
- Der Dienst der lutherischen Kirche am deutschen Volk im dreissigjährigen Kriege. Naumann, Leipzig, 1877
- Stunden der Weihe für den Dienst an der Dorfgemeinde. Leipzig, 1881
- Predigt beim Gottesdienst zur Eröffnung der fünften evangelisch-lutherischen Landessynode des Königreichs Sachsen in der evangelischen Hofkirche zu Dresden am 26. Mai 1891 gehalten. v. Zahn & Jaensch, Dresden, 1891
- Predigt beim Gottesdienst zur Eröffnung des 25. ordentlichen Landtages des Königreichs Sachsen, in Dresden 1893. v. Zahn & Jaensch, Dresden, 1893
- Dein Wort ist meines Fußes Leuchte. Leipzig 1866; 2. Aufl. Teubner, Leipzig, 1894
- Predigt beim Gottesdienst zum Schluß des sechsundzwanzigsten ordentlichen Landtages des Königreichs Sachsen in der evangelischen Hofkirche zu Dresden am 28. März 1896 gehalten. v. Zahn & Jaensch, Dresden, 1896
- Als die Sterbenden, und siehe, wir leben. Teubner, Leipzig, 1897
- Durch welche kirchlichen Einrichtungen kann die Lösung der Aufgabe erziehlicher Einwirkung der Kirche auf die Jugend in den Jahren nach der Konfirmation gesichert werden? Richter, Leipzig, 1897